# Années 1030
Les années 1030 couvrent la période de 1030 à 1039.

## Évènements
- 1027-1041 : organisation de la trêve de Dieu sous l’impulsion de Cluny. Les hostilités sont suspendues pendant les temps consacrés (Avent, Carême, période pascale). En France, le mouvement pour la Paix de Dieu, initié par les évêques méridionaux dans les années 990, se développe au nord de la Loire[1].
- Vers 1029-1050 : réforme des chapitres à Apt, Arles, Avignon, Maguelone ; les chanoines doivent mener une vie commune[2].
- Vers 1030-1040 : au Tekrour (Sénégal), Mahmoud, le dernier prince de la dynastie des Dia Ogo est renversé par War Jabi, qui se convertit à l'islam et meurt en 1040/1041[3].
- Vers 1030 :
  - création par les Rus' de Kiev d’une ligne de fortifications le long de la rivière Ros, face aux nomades des steppes[4].
  - déclin de l’empire Khazar, dont le nom est mentionné pour la dernière fois en 1083, date à laquelle leur territoire se compose d'une petite région autour de Tmoutarakan[5].
  - Guigues d'Albon prend le titre de comte d'Albon ; il se rend maître du Viennois, du Grésivaudan et du Briançonnais ; ses descendants les Guigonides sont à l'origine de la principauté du Dauphiné[6].
- 1030-1040 : premiers raids turcs en Transcaucasie et en Asie Mineure[7].
- 1030-1033 : famine en Bourgogne, rapporté par le chroniqueur Raoul Glaber[8].
- 1031 : éclatement du califat de Cordoue. Première période de taïfas dans la péninsule ibérique[9].
- 1032 : fondation de la dynastie des Xia occidentaux en Chine[10].
- 1032-1034 : crise de succession de Bourgogne[11].
- 1035 : l'Aragon et la Castille deviennent des royaumes distincts en Espagne[12].
- 1035-1036 : révolte des cités lombardes contre les féodaux en Italie, à l’origine du mouvement communal. La bourgeoisie s’affirme face à la féodalité à Milan où les vavasseurs se révoltent pour obtenir de l'Empereur Conrad II la reconnaissance de l'hérédité de leurs fiefs, à Turin, où l'évêque est chassé par les vavasseurs, à Brescia, où il est contraint à des concessions, à Crémone, où il est également expulsé et où les habitants s'emparent des biens qui appartenaient à l'Église[13].
- 1036-1054 : apogée de la principauté de Kiev (de la Baltique à la mer Noire). Le prince de Kiev, Iaroslav le Sage, seul souverain à la mort de son frère Mstislav en 1036, construit le château fort de Jurjew à Dorpat ; un autre prince russe, celui de Polotsk, soumet au tribut les Lives, les Lettes et les Coures. Un évêque dépendant de Constantinople est installé dans la région baltique. Iaroslav le Sage crée à Novgorod une école pour les clercs et les laïcs, accueillant 300 fils de bonnes familles. Après 1037, la cathédrale Sainte-Sophie de Kiev abrite dans ses locaux une école et une bibliothèque[14].
- 1038 : Toghrul-Beg (« le Prince Épervier »), chef des turcs Seldjoukides, se rend indépendant des Ghaznévides près de Merv[15].
- En Inde, recrudescence de la propagande ismaélienne dans le Sind, quelque temps après la mort de Mahmoud de Ghazni avec le missionnaire Pir Satgur Nûr, premier compositeur de gînans, les chants sacrés des ismaéliens[16].

La France en 1030.
La péninsule ibérique en 1030.
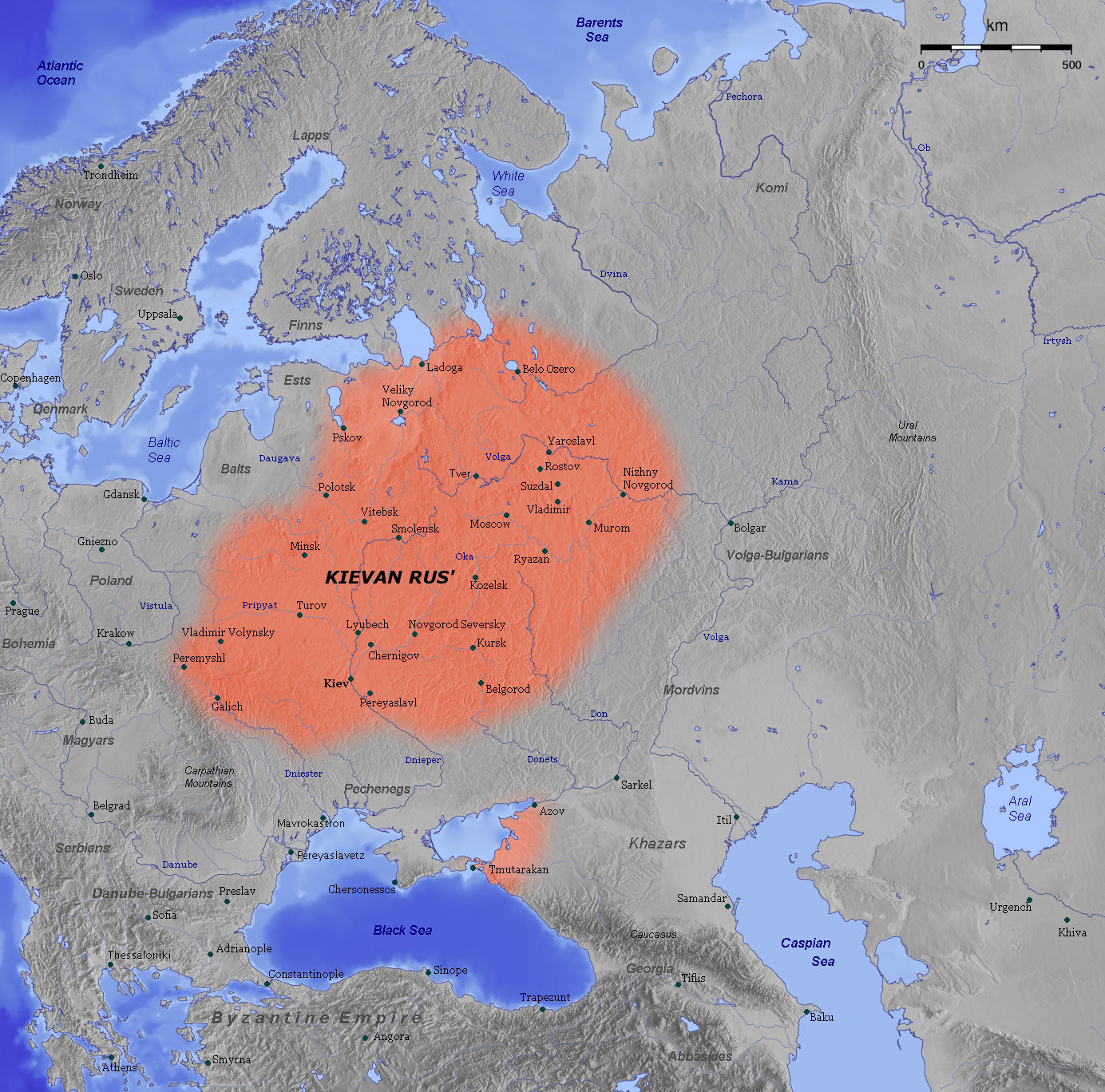
La principauté de Kiev au XIe siècle.

## Personnages significatifs
- Abdullah Ibn Yassin
- Al-Qa'im (Abbasside)
- Al-Mustansir Billah
- Avicenne
- Conrad II le Salique
- Émeric de Hongrie
- Étienne Ier de Hongrie
- Eudes II de Blois
- Georges Maniakès
- Guillaume VI d'Aquitaine
- Harald III de Norvège
- Harold Ier Pied de lièvre
- Henri Ier de France
- Iaroslav le Sage
- Jean l'Orphanotrophe
- Knut II de Danemark
- Knut III de Danemark
- Magnus Ier de Norvège
- Mieszko II de Pologne
- Michel IV
- Pierre de Hongrie
- Robert Ier de Bourgogne
- Robert le Magnifique
- Toghrul-Beg
- Yahya Ibn Ibrahim